# Contea di Strafford
La contea di Strafford, in inglese Strafford County, è una contea dello Stato del New Hampshire, negli Stati Uniti d'America. La popolazione al censimento del 2000 era di 112 233 abitanti, 123 589 secondo una stima del 2009 Il capoluogo di contea è Dover.

## Geografia fisica
La contea si trova nella parte sud-orientale del New Hampshire. L'U.S. Census Bureau certifica che l'estensione della contea è di 995 km² (è la contea più piccola dello Stato), di cui 39 km² coperti da acque interne.
La contea è separata dal Maine dai fiumi Salmon Falls e Piscataqua.
Il capoluogo è Dover e altri centri importanti sono Rochester, Somersworth e Durham.

### Contee confinanti
- Contea di Carroll - nord
- Contea di York (Maine) - est
- Contea di Rockingham - sud
- Contea di Merrimack - ovest
- Contea di Belknap - nord-ovest

## Storia
I nativi che abitavano l'area erano i Piscataqua. La contea di Strafford è una delle cinque contee originali del New Hampshire del 1769.

## Comuni
- Barrington- town
- Dover (capoluogo) - city
- Durham - town
- Farmington - town
- Lee - town
- Madbury - town
- Middleton - town
- Milton - town
- New Durham - town
- Rochester - city
- Rollinsford - town
- Somersworth - city
- Strafford - town